# Systomus
Systomus ist eine Gattung kleiner und mittelgroßer südasiatischer Karpfenfische (Cyprinidae). Die Gattung wurde 1839 vom britischen Mediziner John McClelland aufgestellt, fand danach aber keine Anerkennung, da die Typusart Systomus immaculatus wenig bekannt ist und die Typusexemplare offenbar verloren gingen. Die Gattung wurde mit Puntius synonymisiert. Erst 1996 wurde die Gattung durch den amerikanischen Ichthyologe Walter Rainboth wieder validiert, um einige kambodschanische Barben zu klassifizieren, die bisher in die Gattung Puntius gestellt wurden. 2011 empfahlen der Schweizer Ichthyologe Maurice Kottelat und sein singapurischer Kollege Tan Heok Hui in ihrer Erstbeschreibung von Systomus xouthos für südostasiatische Barben in Zukunft den Gattungsnamen Systomus zu verwenden, da nur wenige dieser Arten Puntius sensu stricto (durch die Typusart Puntius sophore definiert) zugeordnet werden können. Im Juli 2012 wurde die Gattung durch Pethiyagoda, Meegaskumbura und Maduwage neu diagnostiziert.

## Merkmale
Systomus-Arten erreichen als ausgewachsene Fische normalerweise eine Standardlänge von mehr als 8 cm. Der Körper der Systomus-Arten ist seitlich abgeflacht und langgestreckt. Diagnostische Merkmale der Gattung sind das Vorhandensein von Rostral- und Maxillar-Barteln und einer Rückenflosse mit 4 unverzweigten und 8 verzweigten Flossenstrahlen, der letzte unverzweigte Flossenstrahl der Rückenflosse ist steif und kräftig gezähnt. Die Seitenlinie ist vollständig mit 27 bis 34 Schuppen. Die einfachen Kiemenrechen sind zugespitzt und nicht verzweigt oder lamellenartig (abgeplattet). Freie Uroneuralia sind vorhanden, 5 Wirbel mit Dornfortsätzen (Supraneuralien), 14 bis 15 Wirbel im Abdomen und 17 bis 19 in der Schwanzwirbelsäule. Der Infraorbitalknochen Nr. 3 (Knochen um die Augen) ist schlank. Farbliche Kennzeichen der Gattung sind ein langgestreckter, ovaler, dunkler Fleck auf dem Schwanzstiel. Auffällige Flecken und Bänder fehlen.

## Arten

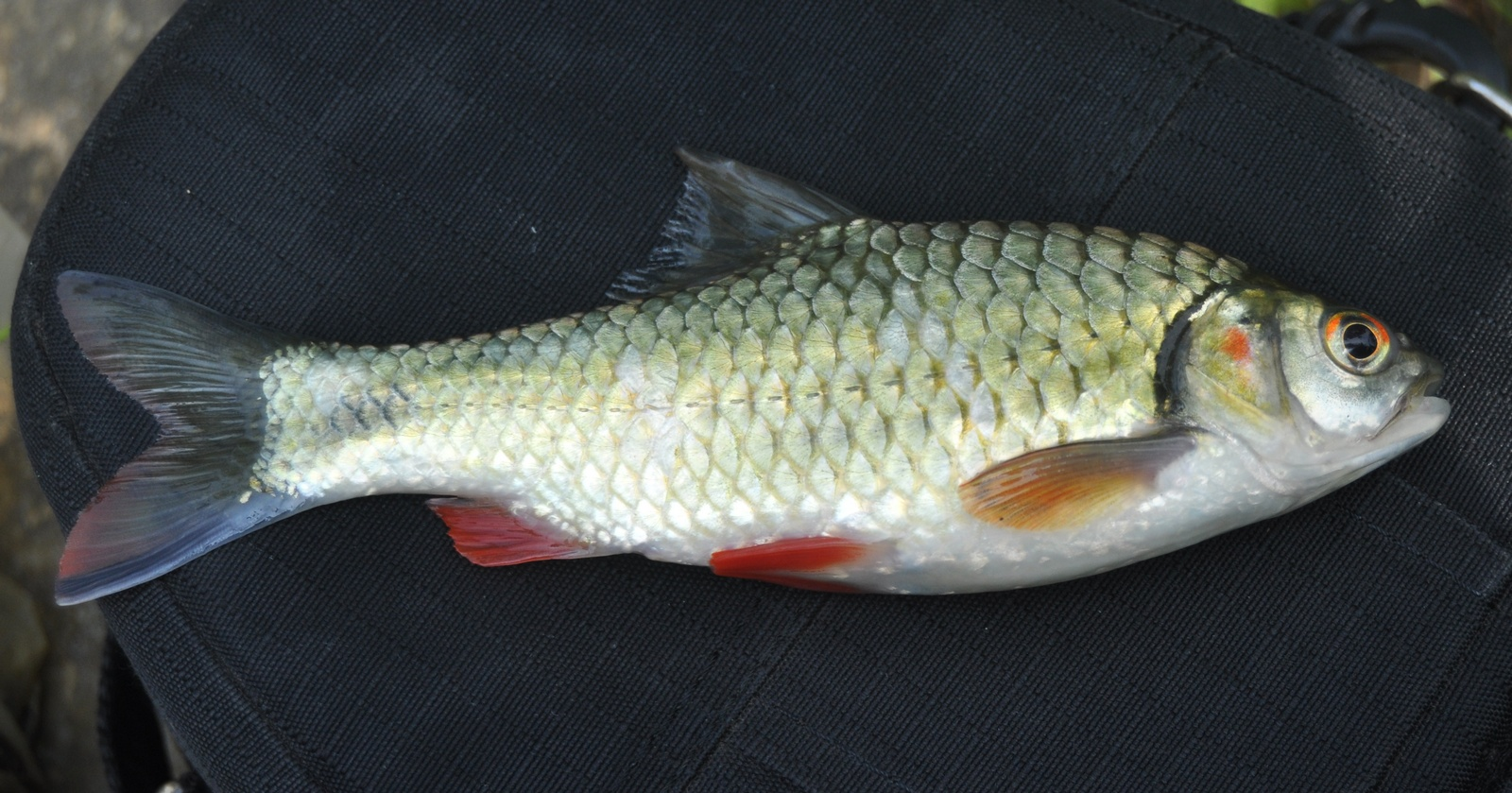
Rotflossenbarbe (S. orphoides)

- Systomus asoka (Kottelat & Pethiyagoda, 1989)
- Systomus compressiformis (Cockerell, 1913)
- Systomus chryseus Plamoottil, 2015
- Systomus immaculatus McClelland 1839
- Systomus jacobusboehlkei (Fowler, 1958)
- Systomus jayarami (Vishwanath & Tombi Singh, 1989)
- Systomus martenstyni (Kottelat & Pethiyagoda, 1991)
- Rotflossenbarbe (Systomus orphoides Valenciennes, 1842)
- Systomus pleurotaenia (Bleeker, 1863)
- Systomus rufus Plamoottil, 2015
- Systomus sarana (Hamilton, 1822)
- Systomus spilurus (Günther, 1868)
- Systomus timbiri (Deraniyagala, 1963)

Dazu kommt noch eine unbeschriebene, provisorisch als Systomus sp. „Richmondi“ bezeichnete Art.